# 田村穂
田村 穂（たむら けい、1965年7月29日 - ）は、東京都出身の日本の経営者。ハウスコム代表取締役社長。

## 経歴
1965年　東京都生まれ
1988年　中央大学法学部在学中に宅地建物取引士に合格
1989年　中央大学法学部中退、総和システムハウス入社
1994年　旧ハウスコム（現ジューシィ情報センター）入社
2003年12月    現ハウスコムへ転籍　営業課長
2005年4月      取締役西日本営業部長
2010年4月      常務取締役東日本営業部長
2012年4月      常務取締役営業本部長
2014年3月      代表取締役社長就任
2015年9月　経営修士（MBA）中央大学大学院戦略経営研究科修了（榊原清則ゼミ）
2016年　中央大学商学部客員講師
2018年4月      代表取締役社長執行役員となる

## 経営理念
賃貸仲介業から賃貸サービス業への変革を進め、人工知能などのITテクノロジー、自社のビッグデータを活用した社会・地域に貢献できる不動産テック企業を目指すことを経営理念としている。